# ووک کاراویچ
ووک کاراویچ (سیریلیک صربی: Вук Стефановић Караџић) با نام کامل ووک استفانویچ کاراویچ (سیریلیک صربی: Vuk Stefanović Karadžić)؛ ۷ نوامبر ۱۷۸۷ – ۷ فوریهٔ ۱۸۶۴) یک واژه‌شناس و زبان‌شناس و دیپلمات صرب اهل امپراتوری عثمانی بود که اصلاحات عمده‌ای در زبان صربی ایجاد کرد. مجموعه‌ای از ترانه‌ها، افسانه‌ها و معماها از او موجود است که او را سزاوار نام «پدر مطالعات فرهنگ عامه صربی» کرده‌است. او همچنین نویسنده اولین فرهنگ لغت صربی با اصلاحات جدید این زبان است. علاوه بر این او عهد جدید را به فرم اصلاح شده تلفظ و زبان صربی ترجمه کرد.